# ハロッテ・カッラ
ハロッテ・カッラ（Charlotte Kalla、1987年7月22日 - ）は、スウェーデン、ノールボッテン県パヤラ市Tärendö出身のクロスカントリースキー選手。2010年バンクーバーオリンピックで金メダルを獲得している。 カルロッテ・カッラとも。

## プロフィール
2006年のノルディックスキージュニア世界選手権でスプリント4位、5km銅メダル、パシュート金メダルと好成績をあげた。 
2007年ノルディックスキー世界選手権代表に抜擢されパシュート7位、10km5位、リレー4位と好成績を残すと続いて行われたジュニア世界選手権ではスプリント銀、5kmとパシュートで金メダルを獲得した。
2007-2008シーズンのクロスカントリースキー・ワールドカップでは初勝利をあげて総合4位（自己最高位）、2009年ノルディックスキー世界選手権ではリレーで銅メダルを獲得した。
2010年バンクーバーオリンピックでは10kmで金メダルを獲得、スプリントリレー銀メダル、パシュート8位、リレー5位、30km6位の成績を残した。  
2011年ノルディックスキー世界選手権ではチームスプリントで金メダル、リレーで銀メダルを獲得。